# (29094) 1981 ED11
A (29094) 1981 ED11 a Naprendszer kisbolygóövében található aszteroida. Schelte J. Bus fedezte fel 1981. március 1-jén.